# 阿什蘭級船塢登陸艦
阿什蘭級船塢登陸艦是美国海军第一级船坞登陆舰。它们是在第二次世界大战期间建造的。船坞登陆舰（船体分类LSD）是一种辅助战舰，旨在支持两栖作战。为美国海军建造了 8 艘舰艇，并一直服役到 1960 年代。其中两艘被出售出口海外，一艘加入中华民国海军，另一艘加入阿根廷海军。两艘移交的舰艇一直服役至 20 世纪 80 年代。八艘船全部报废。

## 设计与描述
阿什蘭級是第一艘为美国海军设计和建造的船坞登陆舰。尽管最初美国规划者对这种舰艇类型不感兴趣，但根据英国参谋部的要求制定了一项设计，该要求要求一艘船尾有可浸水甲板的舰艇能够操作至少两艘英国登陆艇坦克。该船型最初被指定为“坦克登陆航母”（TLC）。 船坞登陆舰的设计能够长距离移动较小的预装两栖战舰。 阿什蘭级舰艇长454英尺（138）水线长457英尺9英寸（139.52米）总体梁数为72英尺2英寸（22.00米）和15英尺10英寸（4.83米）的远洋吃水最大吃水深度为18英尺（5.5米） 。  这些船只的轻型排水量为4,032長噸（4,097公噸）  ，满载排水量为5,746 long ton（5,838 t） 。  在装载和航行时，其排水量为7,100 long ton（7,200 t）和13,490 long ton（13,710 t）当井甲板被洪水淹没时。 他们的补数是 254。 
这些船舶由两个轴驱动，由两个Skinner Uniflow往复式发动机提供动力，由两个双锅炉供给蒸汽，产生7,400匹指示馬力（5,500千瓦特） 。这使得船坞登陆舰的最大速度为15.4節（28.5每小時；17.7英里每小時） ，航程为7,400海里（13,700；8,500英里） 15節（28每小時；17英里每小時） 。   在美国海军服役时，阿什蘭配备了单发Mk12 5吋38倍徑砲火炮，兩門雙聯裝40 毫米（1.6 英寸）火砲和兩門四聯裝40 毫米火砲和十六門20 毫米（0.79 英寸）火砲。。   

### 两栖能力
他们的井圍甲板延伸至船长的四分之三，测量长度为103乘13.3米（337英尺11英寸乘43英尺8英寸） 。  通往井圍甲板的船尾门尺寸为19英尺（5.8米） 。 最初的设计要求能够运输 16 艘机械化登陆艇(LCM)，每个 LCM 能够搭载一辆坦克。拥有四辆 TLC 就可以运输一个中型坦克营（包括 48 辆坦克）。此外，这些舰艇还必须运送280名车辆人员，并在满载的情况下保持15节的持续航速，以跟上入侵舰队的步伐。最终设计允许这些舰艇搭载两艘英国193英尺（59米）并排的登陆艇坦克（LCT）或三辆美国Mk 5 LCT ，其中一辆在另外两辆并排的前方，或 14 辆 LCM 或1,500 long ton（1,500 t）井甲板上的货物。此外，它们还可以储存12,000美制加侖（45,000公升；10,000英制加侖）的车辆燃料，除了总部工作人员外，还可容纳多达 24 辆车辆的工作人员。 第二次世界大战期间的 1943 年 11 月开始，在井甲板顶部建立了甲板，使卡车和DUKW等轻型车辆的承载能力增加了一倍。进一步的补充包括在新甲板下方和井圍甲板顶部安装夹层或翼梁甲板，以再次增加小型车辆的承载能力，甲板通过坡道连接，允许车辆通过船尾开到船上。 

## 艦名列表
| 阿什兰级建造数据 | 阿什兰级建造数据 | 阿什兰级建造数据 | 阿什兰级建造数据    | 阿什兰级建造数据    | 阿什兰级建造数据    | 阿什兰级建造数据    | 阿什兰级建造数据                   |
| 舷號             | 艦名             | 造船廠           | 建造                | 下水                | 服役                | 退役                | 備註                               |
| ---------------- | ---------------- | ---------------- | ------------------- | ------------------- | ------------------- | ------------------- | ---------------------------------- |
| LSD-1            | 阿什蘭號         | 摩尔干船坞公司   | 1942 年 6 月 22 日  | 1942 年 12 月 21 日 | 1943 年 6 月 5 日   | 1969 年 11 月 22 日 | 1969 年 11 月 25 日報廢            |
| LSD-2            | 貝爾樹林號       | 摩尔干船坞公司   | 1942 年 10 月 27 日 | 1943 年 2 月 17 日  | 1943 年 8 月 9 日   | 1969 年 11 月 12 日 | 1969 年 11 月 12 日報廢            |
| LSD-3            | 卡特莊園號       | 摩尔干船坞公司   | 1942 年 10 月 27 日 | 1943 年 3 月 4 日   | 1943 年 9 月 18 日  | 1969 年 10 月 31 日 | 1969 年 10 月 31 日報廢            |
| LSD-4            | 艾坪森林號       | 摩尔干船坞公司   | 1942 年 11 月 23 日 | 1943 年 4 月 2 日   | 1943 年 10 月 11 日 | 1968 年 10 月 31 日 | 1968 年 11 月 1 日報廢             |
| LSD-5            | 岡斯頓莊園號     | 摩尔干船坞公司   | 1942 年 12 月 28 日 | 1943 年 5 月 1 日   | 1943 年 11 月 10 日 | 1970 年 5 月 25 日  | 1970年移交給阿根廷海軍             |
| LSD-6            | 林登瓦爾德號     | 摩尔干船坞公司   | 1943 年 2 月 22 日  | 1943 年 6 月 11 日  | 1943 年 12 月 9 日  | 1967 年 11 月 30 日 | 1967 年 12 月 1 日報廢             |
| LSD-7            | 橡樹山號         | 摩尔干船坞公司   | 1943 年 3 月 9 日   | 1943 年 6 月 25 日  | 1944 年 1 月 5 日   | 1969 年 10 月 26 日 | 1969 年 10 月 31 日報廢            |
| LSD-8            | 懷特馬什號       | 摩尔干船坞公司   | 1943 年 4 月 7 日   | 1943 年 7 月 19 日  | 1944 年 1 月 29 日  | 1957 年 1 月 23 日  | 1960年11月移交給台湾並更名為中正號 |

## 建筑和职业
1941 年 11 月 26 日，美国海军订购了 8 艘 LSD 在加利福尼亚州奥克兰的摩尔干船坞公司船厂建造。 它们在第二次世界大战最激烈的时期开始服役，并在太平洋战场上服役，参加了几次重大入侵，包括菲律宾塞班岛、 冲绳岛和硫磺岛战役。 战争结束后，这些船只被置于储备状态。 战争期间，运输PT艇或扫雷艇等小型船只的能力有时会导致批评，称阿什兰级舰艇无法胜任其主要任务。此外，登陆舰码头还设有修理车间，其中一些在前沿区域充当修理船。 他们在朝鲜战争中重新启用，参加舰队演习。  Epping Forest在韩国水域开展行动，参与扫雷行动，这是LSD的首次行动。  1954年，贝尔格罗夫号是监视城堡行动、比基尼环礁核试验的舰队的一员，并于1957年再次参加了哈德塔克行动I。  1956 年，阿什兰重新配置为运营六架马丁 P5M-2 马林鱼飞机，然后于 1957 年再次退役
1956 年，怀特马什号退役，但仍与文职船员一起服役，作为军事海上运输服务(MSTS) 的一部分。怀特·马什一直在此服役，直到被调往台湾。 林登瓦尔德号也曾服役于 MSTS，但后来被美国海军重新收购。 越战期间，贝尔格罗夫和冈斯顿霍尔在南越海岸附近行动，并执行了多次运输任务以支持那里的行动。  林登瓦尔德还参加了1965年美军在多米尼加共和国的登陆。 

### 出口
朝鲜战争结束后，中华民国海军寻求扩大其两栖能力，以防有机会入侵中国大陆。他们于1960年11月17日租借了White Marsh ，并将该船更名为Tung Hai ，并赋予其三角旗编号191。该船后来于1976年5月被彻底购买，并更名为中正号，舷号为639。中正于1988年被废弃。 
1970年4月24日，阿根廷购买了Gunston Hall ，并将该船重新命名为Candido de Lasala ，旗号为Q43， 后来为B10。 坎迪多·德拉萨拉既用作登陆船码头，又用作小型船只的补给船。该船于1982年被删除。 

## 圖片

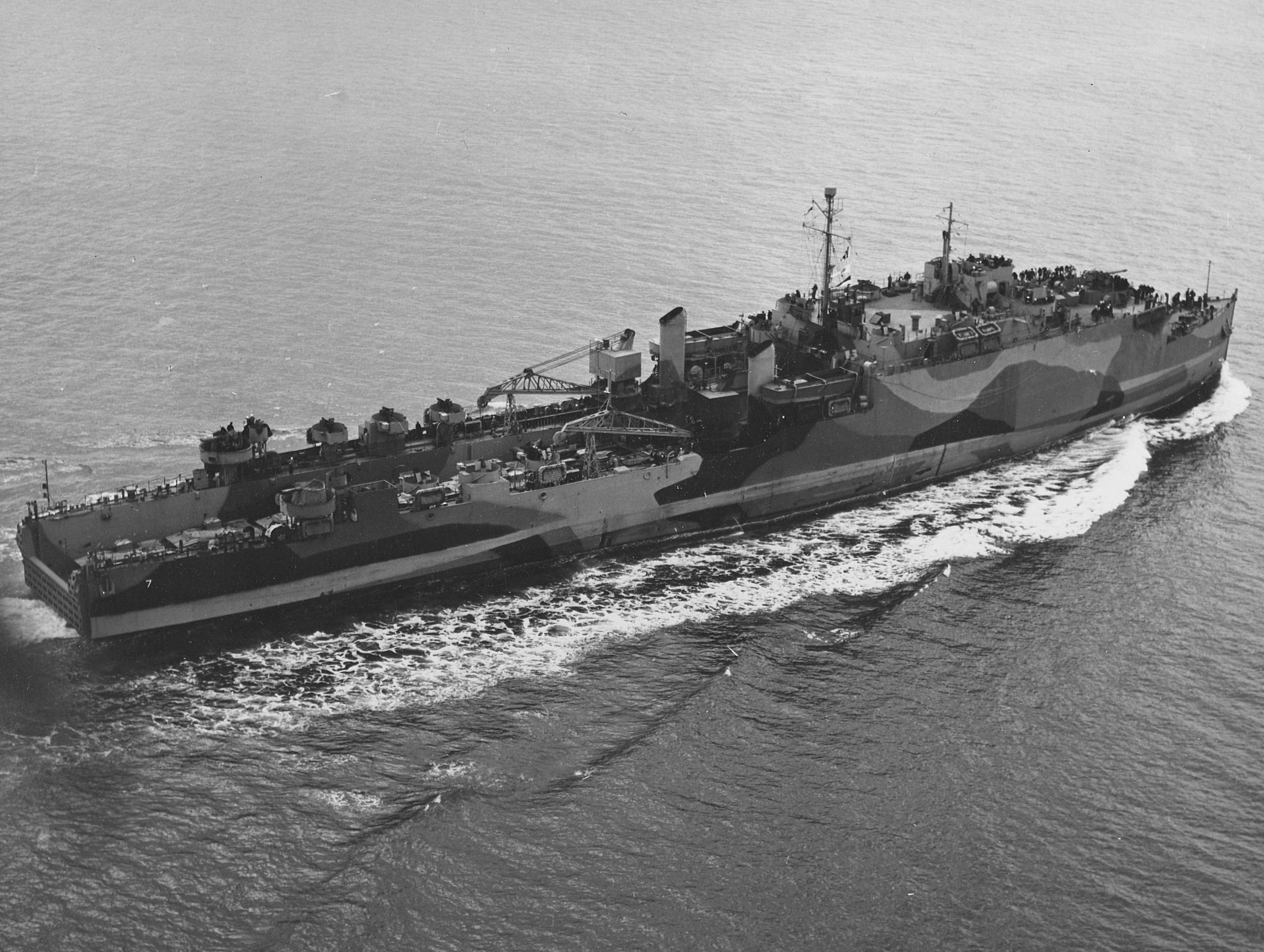
1944 年 4 月，美國海軍“橡樹山”號 (LSD-7) 在舊金山附近航行
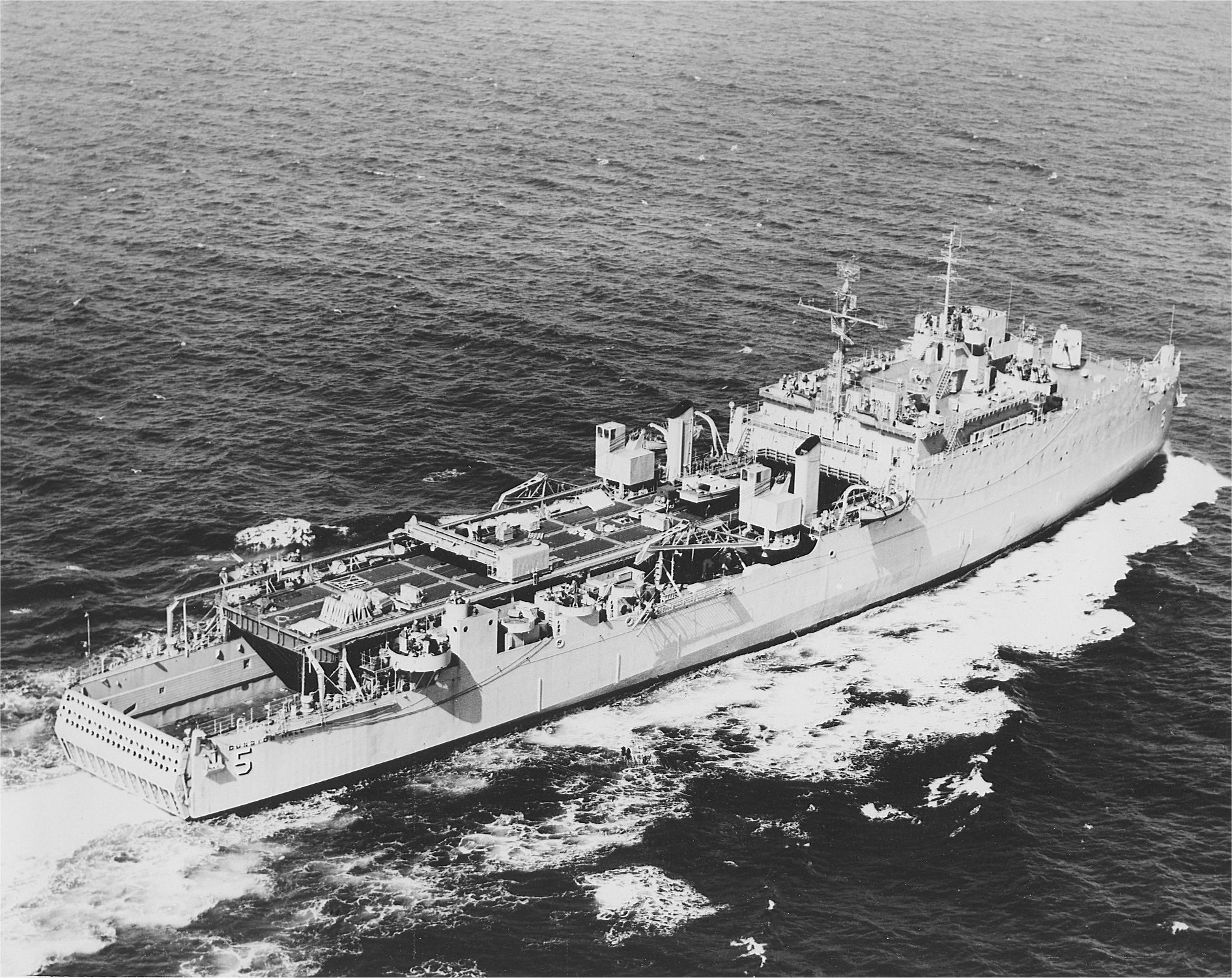
美國海軍“岡斯頓霍爾”號 (LSD-5) 於 1949 年 3 月重新投入使用後不久正在進行中
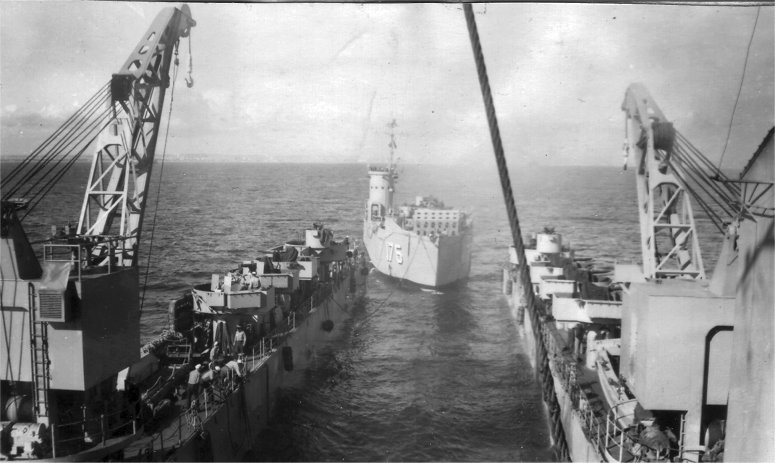
LSM-175 即將進入位於聖地亞哥灣的美國海軍“卡特霍爾”號 (LSD-3) 井，1951 年春季
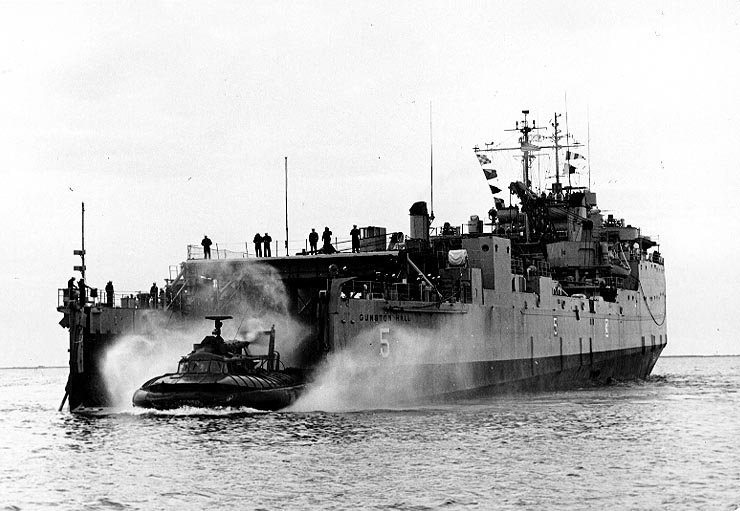
美國海軍“岡斯頓霍爾”號 (LSD-5) 發射 PACV c． 1967年

## 紀錄
1. ↑  Friedman has the Ashlands' maximum speed at 17節（31每小時；20英里每小時） but Couhat[5] has states it at 15 knots.
2. ↑  In United States Navy gun nomenclature, the "/38 caliber" denotes the length of the gun. In this case, the /38 gun is 38 caliber, meaning that the gun barrel is 38 times as long as it is in diameter.

## 引文
1. 1 2  Friedman 2002，第127頁.
2. 1 2 3 4 5 6  Friedman 1980，第161頁.
3. 1 2 3  Blackman 1953，第432頁.
4. 1 2  Friedman 2002，第129頁.
5. ↑  Couhat 1976，第7, 353頁.
6. 1 2  Friedman 2002，第130頁.
7. 1 2  Couhat 1976，第7頁.
8. ↑  Friedman 2002，第127–128頁.
9. 1 2  Friedman 2002，第131頁.
10. ↑  Friedman 2002，第519頁.
11. 1 2 3  DANFS Ashland.
12. 1 2  DANFS Epping Forest.
13. 1 2 3 4  DANFS Belle Grove.
14. ↑  DANFS White Marsh.
15. 1 2  DANFS Lindenwald.
16. ↑  DANFS Gunston Hall.
17. ↑  Gardiner, Chumbley & Budzbon 1995，第454, 458頁.
18. 1 2  Gardiner, Chumbley & Budzbon 1995，第12頁.